# Elias L. Rivers
Elias Lynch Rivers (James Island, Charleston, Carolina del Sud, 19 de setembre de 1924 - Bethesda, Maryland, 21 de desembre de 2013), va ser un hispanista nord-americà.
Va créixer a Charleston parlant anglès i gullah, llengua criolla afro-caribenya de la seva família. Va cursar el batxillerat a Charleston, i va passar dos anys estudiant humanitats clàssiques a la seva universitat. Ho va haver d'interrompre tot per passar tres anys de servei militar durant la Segona Guerra Mundial entre 1943 i 1946. Llavors va ser destinat a la Universitat de Georgetown per participar en un programa d'immersió lingüística en xinès, i després va ser enviat a servir a la Xina, Birmània i l'Índia, en el cos de senyals, període que, segons va sostenir després, li va obrir els ulls i el va introduir en el món adult.
En tornar a casa el 1946, es va matricular a la Universitat Yale, on en 1948 va obtenir un AB en xinès, llatí i castellà i es va graduar  summa cum laude . Allà va obtenir també un màster en castellà i francès (1950) i es va doctorar (1952) amb una tesi sobre la vida i obra de Francisco de Aldana, que va publicar amb el títol  Francisco de Aldana, el diví capità  (1955). Es va especialitzar en lírica del Segle d'Or i va obtenir beques Howard, Guggenheim i Fulbright per investigar a Espanya; va ensenyar a la Universitat de Dartmouth (1952-1962) i a la Universitat de l'Estat d'Ohio (1962-64), Johns Hopkins (1964-78) i l'Estatal de Nova York a Stony Brook (1978-93), on es va jubilar.
Va ser un dels més grans experts en la figura i obra de Garcilaso de la Vega. Ha estat fins a la seva mort professor emèrit del Department of Hispanic Languages and Literatures de la SUNY a Stony Brook, New York, membre corresponent de la Hispanic Society of America (Nova York) i de la Acadèmia de Bones Lletres de Barcelona. Des 1989 va ser president d'honor de l'Associació Internacional d'Hispanistes, on anteriorment va exercir diversos càrrecs. En 1992 la Universitat de Salamanca li va atorgar el Premi Nebrija i en 2009 va ser nomenat corresponent de la Reial Acadèmia Espanyola. La seva primera esposa va ser Phyllis Phil Rivers, de la qual va tenir tres fills, i el 1969 es va casar amb la també hispanista Georgina Sabat de Rivers, morta el 2008, amb la qual va criar a quatre fills adoptius. En els seus darrers anys va viure a Coral Gables (Florida), però es va traslladar a Maryland el 2013 per estar més a prop de la seva família i allà va morir.

## Obres
Entre les seves obres destaquen: 
- Sobre Góngora y sus lectores
- Cervantes como poeta serio y burlesco
- Estudio sobre la alabanza de la poesía en España y América
- Comparación de la Soledad de Góngora y el Sueño de Sor Juana
- Estudio de la elegía de fray Luis de León y sus antecedentes genéricos
- Aspectos políticos y morales de la crítica que hace Quevedo del gongorismo
- Edición de las dedicatorias que escribió Quevedo para sus ediciones de Fray Luis

Entre els seus llibres sobresurten: 
- L'antologia de Poesías de Francisco de Aldana (Clásicos Castellanos)
- L'edició crítica, amb extensos comentarios, de las Obras completas de Garcilaso de la Vega (Castalia)
- L'edició crítica del Viaje del Parnaso y poesías varias de Miguel de Cervantes (1991, Clásicos Castellanos)

Altres llibres seus són:
- El soneto español en el siglo de Oro, (1993)
- Muses and Masks: Some classical genres of spanish poetry, (1992)
- Fray Luis de León, The original Poems: a critical Guide, (1983)
- Quixotic Scriptures: Essays on the textuality of hispanic literature, (1983)
- Garcilaso de la Vega, Poems: A critical Guide, (London, 1980)
- Renaissance and Baroque Poetry of Spain, (1966)
- Sor Juana de la Cruz, Antología, (1965)
- Quevedo y su poética dedicada a Olivares (1998) (último libro)